# Antoine Manassès de Pas, markis de Feuquières
Antoine Manassès de Pas, markis de Feuquières, född 16 april 1648, död 27 januari 1711, var en fransk militär. Han var son till Isaac de Pas, markis de Feuquières.
Feuquières utmärkte sig i Frankrikes krig i slutet av 1600-talet och blev 1692 för sitt försvar av Speierbach generallöjtnant men blev oense med François de Neufville, hertig av Villeroi, gick miste om den väntade marskalksstaven, föll i onåd och deltog ej i spanska tronföljdskriget. I stället författade han sina Mémoires de guerre, som under 1700-talet betraktades som en klassisk lärobok i krigskonst.